# Liste des équipes continentales en 2011
Cet article liste les équipes continentales en 2011.

## Liste des équipes

### Équipes africaines
| Code UCI | Nom de l'équipe                      | Pays           |
| -------- | ------------------------------------ | -------------- |
| MTN      | MTN Qhubeka                          | Afrique du Sud |
| BNT      | Bonitas                              | Afrique du Sud |
| VAA      | Geofco-Ville d'Alger                 | Algérie        |
| GSP      | Groupement Sportif Pétrolier Algérie | Algérie        |

### Équipes américaines
| Code UCI | Nom de l'équipe                               | Pays       |
| -------- | --------------------------------------------- | ---------- |
| DAT      | Clube DataRo-Foz do Iguaçu                    | Brésil     |
| FUN      | Funvic-Pindamonhangaba                        | Brésil     |
| EPM      | EPM-UNE                                       | Colombie   |
| GOB      | Gobernación de Antioquia-Indeportes Antioquia | Colombie   |
| MOT      | Movistar Continental                          | Colombie   |
| BPC      | Bissell                                       | États-Unis |
| CDT      | Chipotle Development                          | États-Unis |
| XRG      | Exergy                                        | États-Unis |
| JSH      | Jamis-Sutter Home                             | États-Unis |
| JBC      | Jelly Belly                                   | États-Unis |
| KBS      | Kelly Benefit Strategies-OptumHealth          | États-Unis |
| KPC      | Kenda-5 Hour Energy                           | États-Unis |
| RCC      | Realcyclist.com                               | États-Unis |
| TLS      | Trek-Livestrong U23                           | États-Unis |
| WPC      | Wonderful Pistachios                          | États-Unis |

### Équipes asiatiques
| Code UCI | Nom de l'équipe      | Pays           |
| -------- | -------------------- | -------------- |
| SLY      | China 361°           | Chine          |
| JLC      | China Jilun          | Chine          |
| HEN      | Hengxiang            | Chine          |
| HBR      | Holy Brother         | Chine          |
| MPC      | Marco Polo           | Chine          |
| MSS      | MAX Success Sports   | Chine          |
| TYD      | Qinghai Tianyoude    | Chine          |
| GGA      | Geumsan Ginseng Asia | Corée du Sud   |
| KSP      | KSPO                 | Corée du Sud   |
| SCT      | Seoul                | Corée du Sud   |
| CHA      | Champion System      | Hong Kong      |
| IUA      | Azad University      | Iran           |
| SUR      | Suren                | Iran           |
| TPT      | Tabriz Petrochemical | Iran           |
| VAK      | Vali ASR Kerman      | Iran           |
| AIS      | Aisan Racing         | Japon          |
| BGT      | Bridgestone Anchor   | Japon          |
| MTR      | Matrix Powertag      | Japon          |
| SMN      | Shimano Racing       | Japon          |
| BLZ      | Utsunomiya Blitzen   | Japon          |
| L2A      | LeTua                | Malaisie       |
| TSG      | Terengganu           | Malaisie       |
| ACT      | Action               | Taipei chinois |
| FCT      | Fuji-Cylingtime.com  | Taipei chinois |
| GKT      | Giant Kenda          | Taipei chinois |

### Équipes européennes
| Code UCI | Nom de l'équipe                       | Pays        |
| -------- | ------------------------------------- | ----------- |
| TRS      | Eddy Merckx-Indeland                  | Allemagne   |
| THF      | Heizomat                              | Allemagne   |
| LKT      | LKT Brandenburg                       | Allemagne   |
| TSP      | Nutrixxion Sparkasse                  | Allemagne   |
| NSP      | NSP                                   | Allemagne   |
| TSS      | Seven Stones                          | Allemagne   |
| TET      | Thüringer Energie                     | Allemagne   |
| TTR      | TT Raiko Argon 18                     | Allemagne   |
| KTM      | Arbö Gebrüder Weiss-Oberndorfer       | Autriche    |
| RAD      | RC Arbö Gourmetfein Wels              | Autriche    |
| TYR      | Tyrol                                 | Autriche    |
| URT      | Union Raiffeisen Tirol                | Autriche    |
| VBG      | Vorarlberg                            | Autriche    |
| WSA      | WSA-Viperbike Kärnten                 | Autriche    |
| SKT      | An Post-Sean Kelly                    | Belgique    |
| BKP      | BKCP-Powerplus                        | Belgique    |
| CMD      | Colba-Mercury                         | Belgique    |
| QCT      | Donckers Koffie-Jelly Belly           | Belgique    |
| JVB      | Jong Vlaanderen-Bauknecht             | Belgique    |
| PCW      | Lotto-Bodysol Pôle Continental Wallon | Belgique    |
| SUN      | Sunweb-Revor                          | Belgique    |
| FID      | Telenet-Fidea                         | Belgique    |
| WBC      | Wallonie Bruxelles-Crédit agricole    | Belgique    |
| LOB      | Loborika Favorit                      | Croatie     |
| MKT      | Meridiana Kamen                       | Croatie     |
| TST      | Christina Watches-Onfone              | Danemark    |
| VPC      | Concordia Forsikring-Himmerland       | Danemark    |
| TEF      | Energi Fyn                            | Danemark    |
| GLU      | Glud & Marstrand-LRØ                  | Danemark    |
| VMC      | Burgos 2016-Castilla y León           | Espagne     |
| ORB      | Orbea Continental                     | Espagne     |
| AUB      | Big Mat-Auber 93                      | France      |
| RLM      | Roubaix Lille Métropole               | France      |
| TKT      | KTM-Murcia                            | Grèce       |
| SPT      | SP Tableware                          | Grèce       |
| WOB      | Worldofbike.gr                        | Grèce       |
| OHT      | Ora Hotels Carrera                    | Hongrie     |
| DAN      | D'Angelo & Antenucci-Nippo            | Italie      |
| MIE      | Miche-Guerciotti                      | Italie      |
| WIT      | WIT                                   | Italie      |
| ALB      | Alpha Baltic-Unitymarathons.com       | Lettonie    |
| LPM      | Vélo-Club La Pomme Marseille          | Lettonie    |
| CCD      | Differdange-Magic-SportFood.de        | Luxembourg  |
| TJM      | Joker Merida                          | Norvège     |
| PBC      | Plussbank Cervélo                     | Norvège     |
| KRA      | Ringeriks-Kraft                       | Norvège     |
| SPV      | Sparebanken Vest-Ridley               | Norvège     |
| RIJ      | De Rijke                              | Pays-Bas    |
| CJP      | Jo Piels                              | Pays-Bas    |
| RB3      | Rabobank Continental                  | Pays-Bas    |
| DHL      | Bank BGŻ                              | Pologne     |
| LEG      | Legia-Felt                            | Pologne     |
| BEF      | Barbot-Efapel                         | Portugal    |
| LAR      | LA-Antarte                            | Portugal    |
| BOA      | Onda                                  | Portugal    |
| PRT      | Tavira-Prio                           | Portugal    |
| ASP      | AC Sparta Praha                       | Tchéquie    |
| ADP      | ASC Dukla Praha                       | Tchéquie    |
| PSK      | PSK Whirlpool-Author                  | Tchéquie    |
| TCT      | Tusnad                                | Roumanie    |
| EDR      | Endura Racing                         | Royaume-Uni |
| MPT      | Motorpoint                            | Royaume-Uni |
| RCS      | Rapha Condor-Sharp                    | Royaume-Uni |
| SGS      | Sigma Sport-Specialized               | Royaume-Uni |
| RAL      | Raleigh                               | Royaume-Uni |
| TIK      | Itera-Katusha                         | Russie      |
| ZAN      | Partizan Powermove                    | Serbie      |
| DUK      | Dukla Trenčín Merida                  | Slovaquie   |
| ADR      | Adria Mobil                           | Slovénie    |
| PER      | Perutnina Ptuj                        | Slovénie    |
| RAR      | Radenska                              | Slovénie    |
| SAK      | Sava                                  | Slovénie    |
| CYK      | CykelCity                             | Suède       |
| ARH      | Atlas Personal                        | Suisse      |
| PYB      | Price Your Bike                       | Suisse      |
| KTS      | Konya Torku Şeker Spor-Vivelo         | Turquie     |
| MNS      | Manisaspor                            | Turquie     |
| AMO      | Amore & Vita                          | Ukraine     |
| ISD      | ISD-Lampre Continental                | Ukraine     |
| KLS      | Kolss                                 | Ukraine     |

### Équipes océaniennes
| Code UCI | Nom de l'équipe         | Pays             |
| -------- | ----------------------- | ---------------- |
| BFL      | Budget Forklifts        | Australie        |
| DPC      | Drapac                  | Australie        |
| GEN      | Genesys Wealth Advisers | Australie        |
| JAI      | Jayco-AIS               | Australie        |
| VAU      | V Australia             | Australie        |
| PBR      | PureBlack Racing        | Nouvelle-Zélande |
| SUB      | Subway                  | Nouvelle-Zélande |